# Toxocarpus borneensis
Toxocarpus borneensis är en oleanderväxtart som beskrevs av Rudolf Schlechter. Toxocarpus borneensis ingår i släktet Toxocarpus och familjen oleanderväxter. Inga underarter finns listade i Catalogue of Life.